# Justin Dentmon
Justin Lorenzo Dentmon (Carbondale, 5 settembre 1985) è un cestista statunitense.

## Carriera
Con gli Stati Uniti ha disputato i Giochi panamericani di Guadalajara 2011.

## Palmarès
- Campione NBDL (2012)
- Campionato lituano: 1

Žalgiris Kaunas: 2013-14
- NBA Development League Most Valuable Player Award: 2012
- All-NBDL First Team (2012)
- Miglior marcatore NBDL (2013)